# Катарина Фолк
Катарина Фолк (Минхен, 22. август 1969) немачки је класични филолог и ванредни професор на Универзитету Колумбија у Њујорку.

## Биографија
Након студија класичне филологије на Универзитету Лудвиг Максимилијан у Минхену, које је завршила 1994. са степеном magister artium, отишла је на докторске студије на Универзитет Принстон, на ком је стекла докторат 1999. Од 2002. ради као ванредни професор на Универзитету Колумбија. Од 2010. је уредник часописа Transactions of the American Philological Association.

## Тежиште истраживања
Бавила се пре свега латинским песништвом позне Републике и раног Царства (Лукреције, Вергилије, Овидије, Марко Манилије, Сенека), али и архајском и хеленистичком књижевношћу Старе Грчке, историјом античке науке (нарочито астрономијом и астрологијом које су често песнички приказане), античком поетиком и историјом идеја.

## Дела
Монографије
- The Poetics of Latin Didactic: Lucretius, Vergil, Ovid, Manilius. Oxford 2002.
- Manilius and his Intellectual Background. Oxford 2009.
- Ovid. Dichter des Exils. Darmstadt 2012.

Уредништва
- (ed., with J. Mira Seo and Rolando Ferri): Callida Musa: Papers on Latin Literature in Honor of R. Elaine Fantham. Pisa 2009.
- (ed.): Oxford Readings in Classical Studies: Vergil's Eclogues. Oxford 2008.
- (ed.): Oxford Readings in Classical Studies: Vergil's Georgics. Oxford 2008.
- (ed., with Gareth D. Williams): Seeing Seneca Whole: Perspectives on Philosophy, Poetry and Politics. Leiden 2006.